# Лайдьонов Володимир Сергійович
Володи́мир Сергі́йович Лайдьо́нов — сержант Збройних сил України.
Кадровий військовик, у часі війни — сержант 79-ї бригади.
Після демобілізації зайнявся волонтерськими дронами-безпілотниками.
2015 року вступив до Миколаївського національного аграрного університету.

## Нагороди
За особисту мужність і високий професіоналізм, виявлені у захисті державного суверенітету та територіальної цілісності України, вірність військовій присязі, відзначений — нагороджений
- орденом «За мужність» III ступеня (3.7.2015)